# سراب قره‌خان
سراب قره خان، روستایی از توابع بخش مرکزی شهرستان دیواندره در استان کردستان ایران است.

## جمعیت
این روستا در دهستان قراتوره قرار دارد و براساس سرشماری مرکز آمار ایران در سال ۱۳۸۵، جمعیت آن ۱۶۰ نفر (۳۳خانوار) بوده‌است.